# Appianos

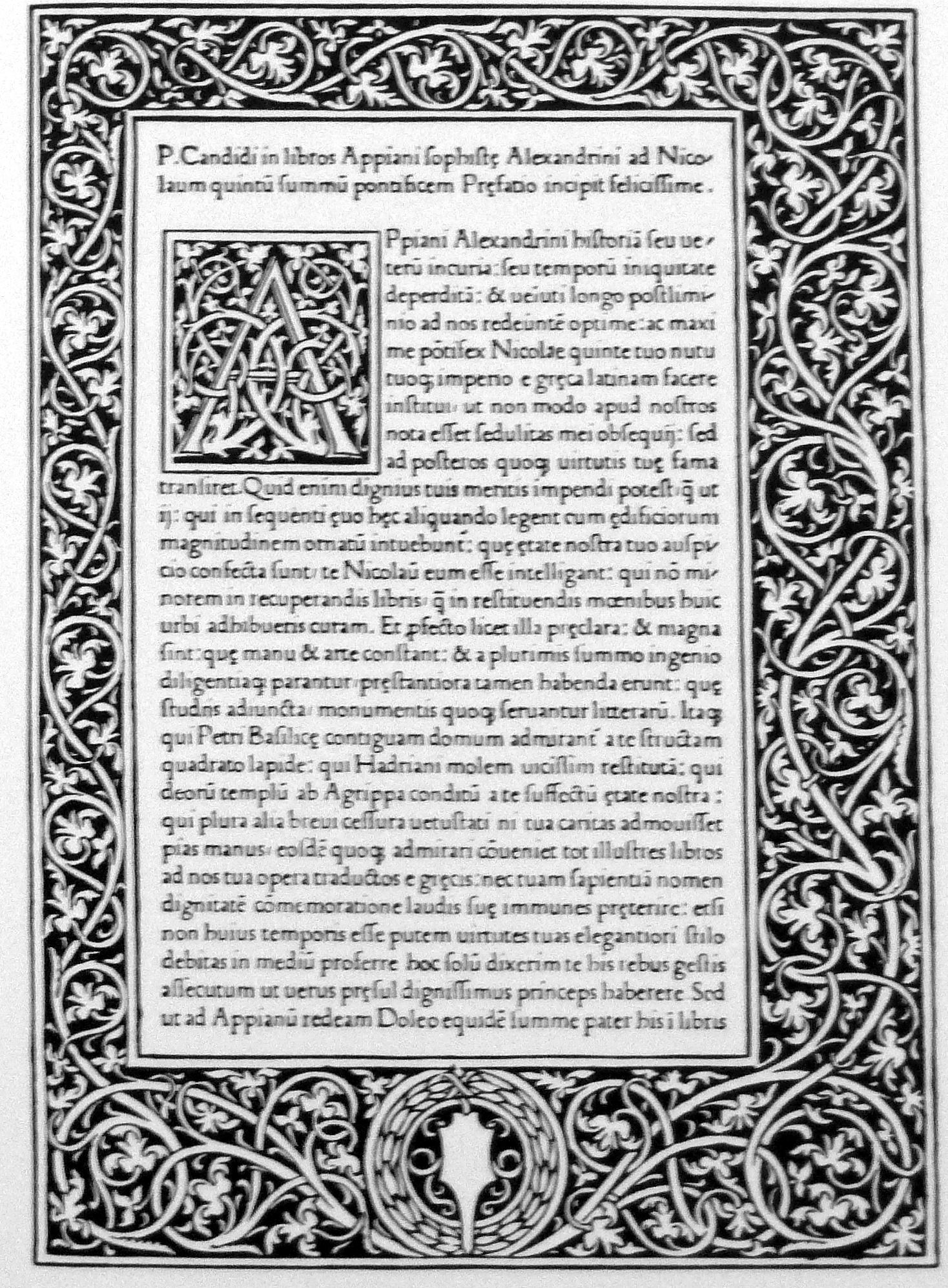
Den romerska historien, tryckt i Venedig år 1477 av Erhard Ratdolt.

Appianos (grekiska Αππιανος, latiniserat Appianus), född omkring år 95 i Alexandria, död omkring år 165, var en grekisk historiker med romerskt medborgarskap, som var procurator av Egypten.
Enligt honom själv hade han tjänst i den egyptiska provinsen, innan han kom till Rom (omkring år 120) där han verkade som advokat inför kejsaren. Senast 147 blev han procurator, sannolikt i Egypten, på rekommendation av hans vän Marcus Cornelius Fronto. Den posten var förbehållen equites (riddarklassen).
Hans historieverk, Ῥωμαικα (Romaika) (känt som Den romerska historien), är skriven på grekiska, och består av 24 böcker. Den skrevs före år 165. Till formen är den mera en serie monografier än ett historieverk, och bygger på utsagor om olika personer och länder, från Roms första urtid tills de beskrivna länderna införlivas i det Romerska riket eller människorna som kom i kontakt med det. En osedvanligt stor del av verket har bevarats. Som källa är den högt skattad trots dess otilldragande stil. Editio princeps på latin utkom 1551. Valda delar ur Romaika utkom i Ingemar Lagerströms översättning som Roms krig med Karthago och Hannibal på Norstedts förlag 2012. 
År 2015 utkom Ingemar Lagerströms översättning av Romerska inbördeskrig del I-II och år 2023 gjordes verket komplett på svenska genom Lagerströms översättning av Romerska inbördeskrig del III-V. Båda utgivna på Santérus Förlag.